# Hydroxytropacocaïne
L'hydroxytropacocaïne est un stimulant de la famille des alcaloïdes tropaniques, naturellement présent dans les feuilles de coca.